# 서울특별시의 확장

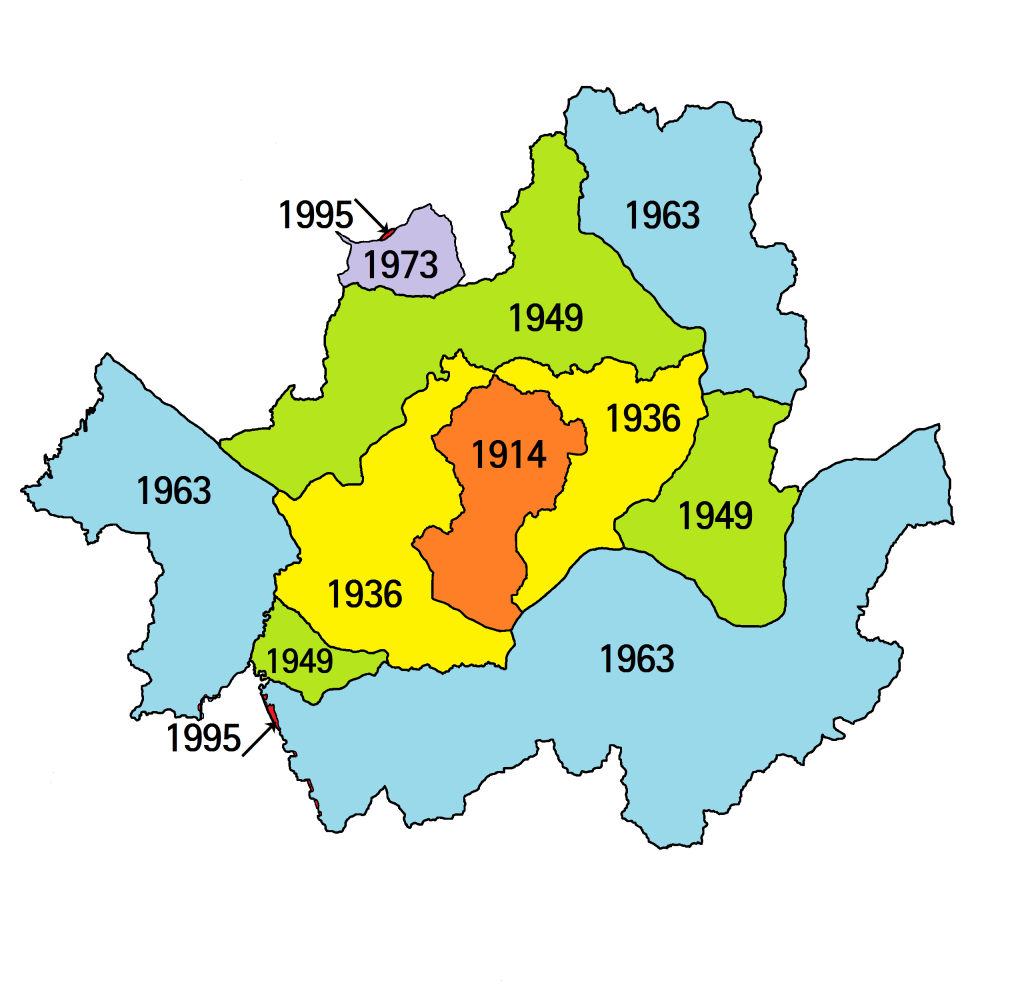
서울특별시 행정구역 변천도 (1914-1995년)

서울특별시의 확장은 서울특별시의 전신인 경성부가 부군면 통폐합에 따라 그 영역이 대폭 축소된 이후 본래의 지역을 되찾고 현재의 서울특별시로 확장되어온 과정을 말한다.

## 1914년 축소
1911년 조선총독부가 구 한성부 성저십리 지역을 경성부 산하 면(面)으로 개편하였고, 1914년 부군면 통폐합으로 지금의 용산구 및 마포구, 서대문구의 각 일부와 창신동, 숭인동을 제외한 성저십리 지역이 고양군으로 편입되어 경성부의 면적이 축소되었다. 한편으로, 경성부 은평면 소속이었던 지금의 북한동, 효자동 일대는 고양군 신도면으로 이관되었다.

## 1936년
경성부의 발전에 따라 추가확장이 불가피하자, "고양군 용강면, 한지면 및 연희면, 은평면, 숭인면의 각 일부(현 마포구 일부, 서대문구 일부, 성동구 서부, 동대문구, 용산구 동부, 성북구 남부)"와 "시흥군 영등포읍" 및 "북면 일부(현 영등포구 대림동, 동작구 신대방동, 구로구 신도림동, 구로동을 제외한 지역)"가 편입되었다.

## 1949년
1949년 서울 확장은 옛 성저십리 지역의 회복과 1936년 경성부 편입에서 배제된 시흥군 옛 북면 잔여지역(동면 구로리, 도림리, 번대방리)의 서울 편입을 목적으로 이루어진 것이다. 고양군 숭인면, 은평면, 연희면의 각 잔여지역(현 은평구, 마포구 일부, 서대문구 일부, 성북구 일부, 강북구) 및 뚝도면(현 중랑구 면목동, 광진구, 송파구 잠실)과 시흥군 동면 구로리, 도림리, 번대방리(현 구로구 구로동, 신도림동, 영등포구 대림동, 동작구 신대방동)가 서울로 편입되었다.

## 1963년
급증하는 서울 유입인구와 추후의 시가지 확장에 대비하는 차원에서 대대적인 서울 확장이 이루어졌다. 새로 편입된 지역은 양주군 노해면(현 도봉구, 노원구)과 구리면 일부(현 중랑구), 광주군 중대면(현 송파구), 구천면(현 강동구), 언주면과 대왕면 일부(현 강남구), 김포군 양서면(현 강서구)과 양동면(현 양천구), 시흥군 동면(지금의 안양 석수동인 안양리 제외)(현 금천구, 관악구)과 신동면(현 서초구), 부천군 오정면(현 강서구 일부)과 소사읍(현 구로구 서부)의 각 일부였다. 지금의 강남 지역이 서울특별시에 속하게 된 것은 이때이다.
또한 1963년 9월에 시흥군 서면 일부와 과천면, 고양군 신도면, 부천군 오정면 일부가 서울특별시 도시계획구역에 편입되었다

## 1973년
서울특별시 도시계획구역에 편입된 경기도 지역 중 고양군 신도면 구파발리, 진관외리, 진관내리(지금의 서울 은평구 진관동)가 추가로 서울 서대문구로 편입되었다.

## 1995년
행정구역 경계조정 차원에서 고양시 지축동 일부와 광명시 철산3동 일부가 서울특별시로 소규모 편입되었다. 목감천 주변의 경계조정 차원에서 광명시 광명동 일부와 서울 구로구 천왕동 일부가 교환 편입되었다..

## 2015년
2015년 12월 7일, 위례신도시 건설에 따라 서울특별시 송파구, 경기도 성남시, 하남시 간의 관할 구역을 조정하였다.

## 2020년대 이후
2020년 의정부시 장암동 수락리버시티 1~2 단지를 서울 노원구에 편입하기로 의정부시와 서울특별시가 합의하였으나 2022년에 무산된 바 있다.
2023년 국민의힘에서 제기한 김포시의 서울 편입을 계기로 지자체 단위의 서울 편입 요구가 있었다. 다만 여야 합의가 대부분 결여되었다. 대신 일부 지자체는 기후동행카드 이용권으로 편입되었다. 다만 위례신도시의 서울 통합 문제가 제기되면서 하남시 위례지역을 서울로 편입하는 안에 대해 더불어민주당 의원들도 상당수 동의했으며, 21대 국회에서 편입법을 발의했고, 하남시 갑 후보들도 편입을 추진하기로 했다. 한편 하남시는 하남시가 서울로 편입되는 경우, 위례동은 송파구로 편입하는데 동의했다.

## 추가 확장 논의
과천시 주암동 장군마을, 고양시 덕양구 대덕동 등에서 마을이나 동 규모의 편입 운동이 있다. 주민은 거의 없지만 서울 강서구에서는 경인 아라뱃길을 기준으로 김포시 일부지역의 강서구 편입을 요구하기도 하였다.
도시 단위의 편입운동은 광명시와 과천시에 존재해왔다. 2009년에는 일부 구리시민들이 구리시의 서울 편입을 주장하여 구리시-남양주시 통합이 무산되기도 하였다.
2000년대 후반 자유선진당이 제안한 행정구역 개편안에는 인천권의 서울 편입(서울, 인천 통합)이 담겨있었다.
2018년 남경필 경기도지사는 광역서울도 대통합론을 제기하였다.
호사카 유지 교수와 민주당 서울 강북지역에서 북한산 일대의 서울 편입을 제안하기도 하였다.
2023년 국민의힘에서 김포시의 서울 편입을 당론으로 정하고 입법 추진하겠다고 밝혔고 소위 메가서울론으로 확장되었다.